# Berg im Attergau
Berg im Attergau är en ort och kommun i Österrike. Den ligger i distriktet Vöcklabruck i förbundslandet Oberösterreich, 210 kilometer väster om huvudstaden Wien. 
Kommunen består av 16 orter (Ortschaften) (inom parentes invånarantal 1 januari 2024):

- Baum (24)
- Berg im Attergau (173)
- Brandham (31)
- Eggenberg (76)
- Eisenpalmsdorf (31)
- Engljähring (69)
- Hipping (215)
- Jedlham (80)
- Katterlohen (19)
- Pössing (49)
- Raith (16)
- Rixing (75)
- Rubensdorf (19)
- Thanham (94)
- Walsberg (94)
- Wötzing (60)